# (7090) 1992 HY4
(7090) 1992 HY4 es un asteroide perteneciente al cinturón de asteroides descubierto el 23 de abril de 1992 por Henri Debehogne desde el Observatorio de La Silla, Chile.

## Designación y nombre
Designado provisionalmente como 1992 HY4.

## Características orbitales
1992 HY4 está situado a una distancia media del Sol de 2,233 ua, pudiendo alejarse hasta 2,539 ua y acercarse hasta 1,926 ua. Su excentricidad es 0,137 y la inclinación orbital 3,941 grados. Emplea 1218,42 días en completar una órbita alrededor del Sol.

## Características físicas
La magnitud absoluta de 1992 HY4 es 13,79. Tiene 4,681 km de diámetro y su albedo se estima en 0,321. 